# Épisodes de Kill Point : Dans la ligne de mire
Cet article présente les huit épisodes de la mini-série américaine Kill Point : Dans la ligne de mire (The Kill Point).

## Épisode 1Pris au piège, première partie
- États-Unis :
- France : le 31 août 2008 sur France 2

## Épisode 2:Pris au piège, deuxième partie
- États-Unis :
- France : le 1er septembre 2008 sur France 2

## Épisode 3:Pas de meringue
- États-Unis :
- France : le 7 septembre 2008 sur France 2

## Épisode 4:Pour la patrie
- États-Unis :
- France : le 7 septembre 2008 sur France 2

## Épisode 5:Jour de visite
- États-Unis :
- France : le 14 septembre 2008 sur France 2

## Épisode 6:Exfiltration
- États-Unis :
- France : le 14 septembre 2008 sur France 2

## Épisode 7:Le Troupeau
- États-Unis :
- France : le 21 septembre 2008 sur France 2

## Épisode 8:À la vie, à la mort
- États-Unis :
- France : le 21 septembre 2008 sur France 2